# Raio luminoso

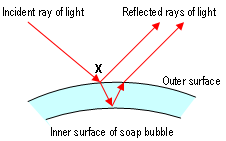
As linhas retilíneas representam os raios luminosos que se refletem e refratam na fina película de uma bolha de sabão.

Raios luminosos que se encontram com uma superfície rugosa, dispersando-se em todas as direções.

O raio luminoso ou raio de luz é a linha imaginária que representa a direção pela qual a luz se propaga.
A utilização deste modelo, amplamente divulgado em óptica geométrica, simplifica os cálculos devido ao princípio da propagação em linha reta da luz em meios homogêneos e isótropos, como o são o ar e a água.
Em óptica ondulatória, o raio luminoso é a trajetória que teoricamente percorre a energia luminosa. Na teoria corpuscular da luz, o raio luminoso representa a trajetória dos fótons(fotões) perdendo todo significado quando os efeitos da mecânica quântica começam a se apresentar.
O conceito de raio luminoso perde sua utilidade quando os fenômenos de difração começam a tomar um papel relevante; por exemplo, quando um facho de luz passa através de uma abertura de largura comparável ao comprimento de onda do próprio facho.